# Justin (Texas)
Justin è un centro abitato degli Stati Uniti d'America, situato nella contea di Denton dello Stato del Texas.

## Geografia fisica
Justin è situata a 33°05′18″N 97°17′51″W (33.088414, -97.297368).
Secondo lo United States Census Bureau, ha un'area totale di 2,4 miglia quadrate (6,2 km²).

## Società

### Evoluzione demografica
Secondo il censimento del 2000, c'erano 1.891 persone, 650 nuclei familiari e 503 famiglie residenti nella città. La densità di popolazione era di 796,8 persone per miglio quadrato (308,1/km²). C'erano 681 unità abitative a una densità media di 287,0 per miglio quadrato (110,9/km²). La composizione etnica della città era formata dal 94,44% di bianchi, l'1,43% di afroamericani, lo 0,54% di nativi americani, lo 0,49% di asiatici, il 2,55% di altre razze, e lo 0,58% di due o più etnie.
C'erano 650 nuclei familiari di cui il 41,8% aveva figli di età inferiore ai 18 anni, il 66,5% erano coppie sposate conviventi, l'8,3% aveva un capofamiglia femmina senza marito, e il 22,5% erano non-famiglie. Il 19,4% di tutti i nuclei familiari erano individuali e il 9,1% had someone living alone who was 70 anni o più. Il numero di componenti medio di un nucleo familiare era di 2,75 e quello di una famiglia era di 3,15.
La popolazione era composta dal 27,7% di persone sotto i 18 anni, l'8,1% di persone dai 18 ai 24 anni, il 31,4% di persone dai 25 ai 44 anni, il 18,8% di 45 to 69, e il 13,9% who erano 70 anni o più. L'età media era di 35 anni. Per ogni 100 femmine c'erano 91,3 maschi. Per ogni 100 femmine dai 18 anni in giù, c'erano 82,7 maschi.
Il reddito medio di un nucleo familiare era di 52.257 dollari, e quello di una famiglia era di 61.328 dollari. I maschi avevano un reddito medio di 46.688 dollari contro i 27.805 dollari delle femmine. Il reddito pro capite era di 22.305 dollari. Circa il 6,0% delle famiglie e il 7,8% della popolazione erano sotto la soglia di povertà, incluso il 9,5% di persone sotto i 18 anni e il 16,7% of those age 70 o over.